# جورج إيبرت
جورج إيبرت (بالفرنسية: Georges Hébert)‏ هو ضابط بالبحرية الفرنسية ‏ فرنسي، ولد في 27 أبريل 1875 في باريس في فرنسا، وتوفي في 2 أغسطس 1957 في Tourgéville ‏ في فرنسا.

## معرض صور

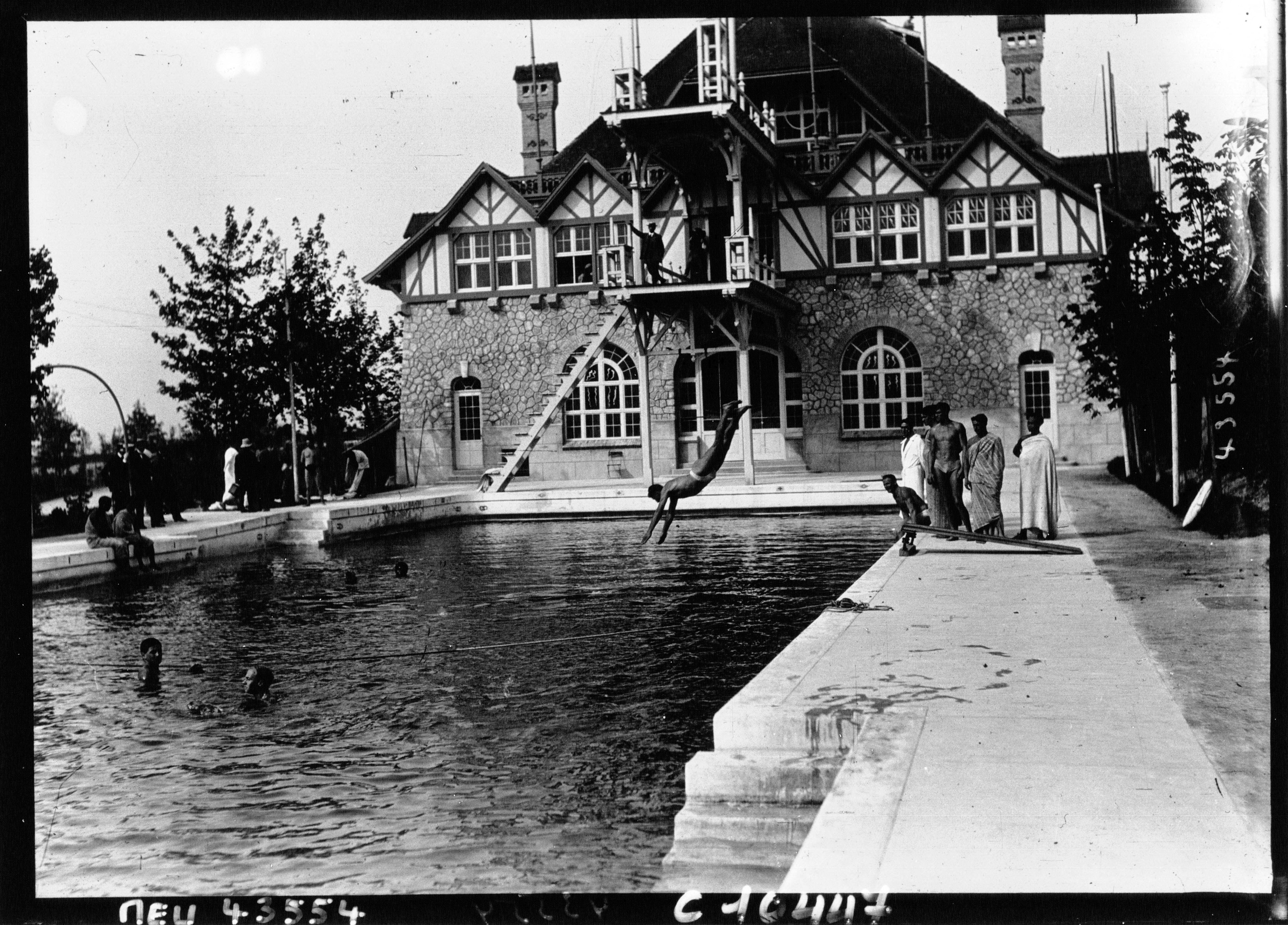
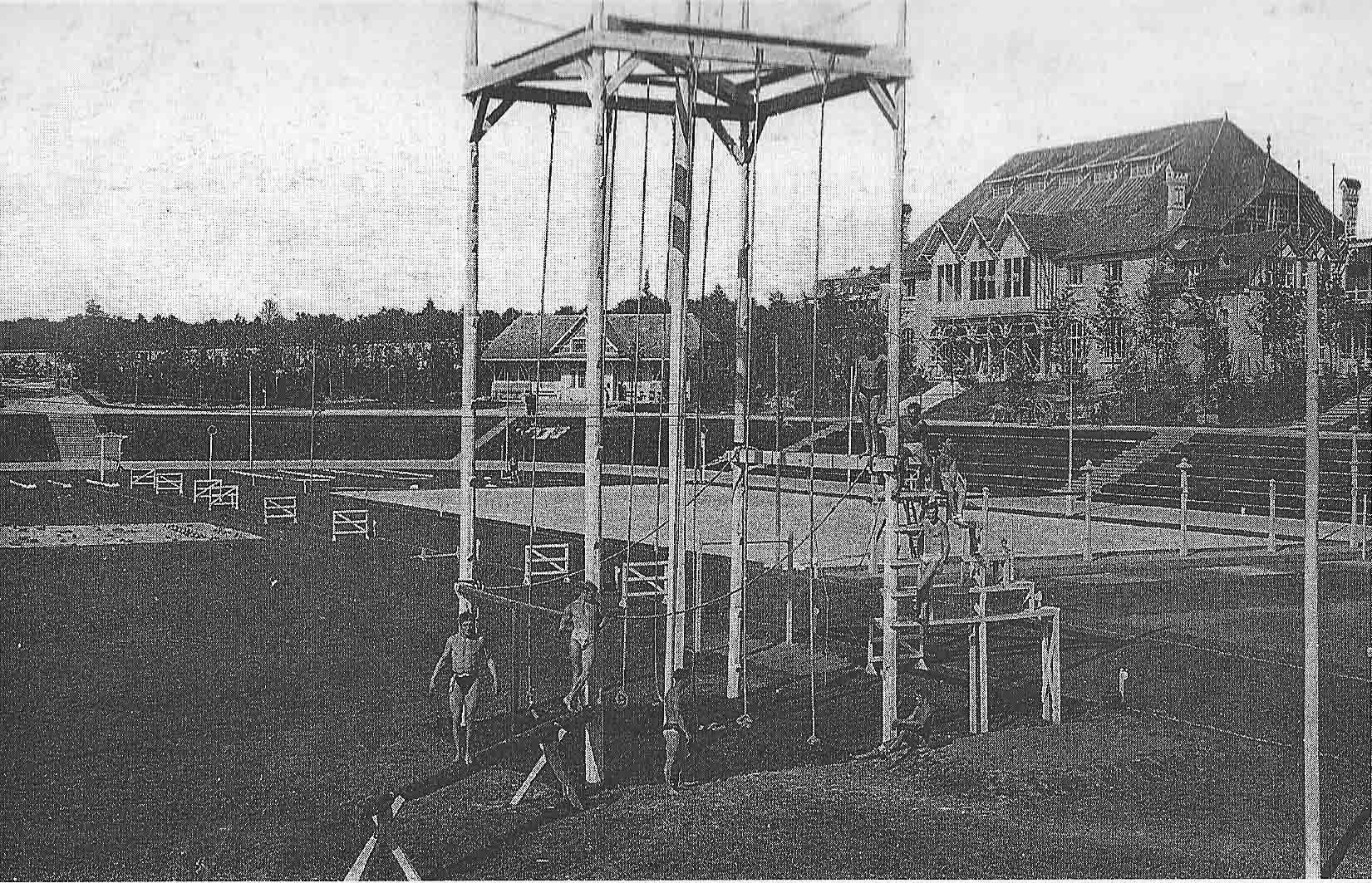
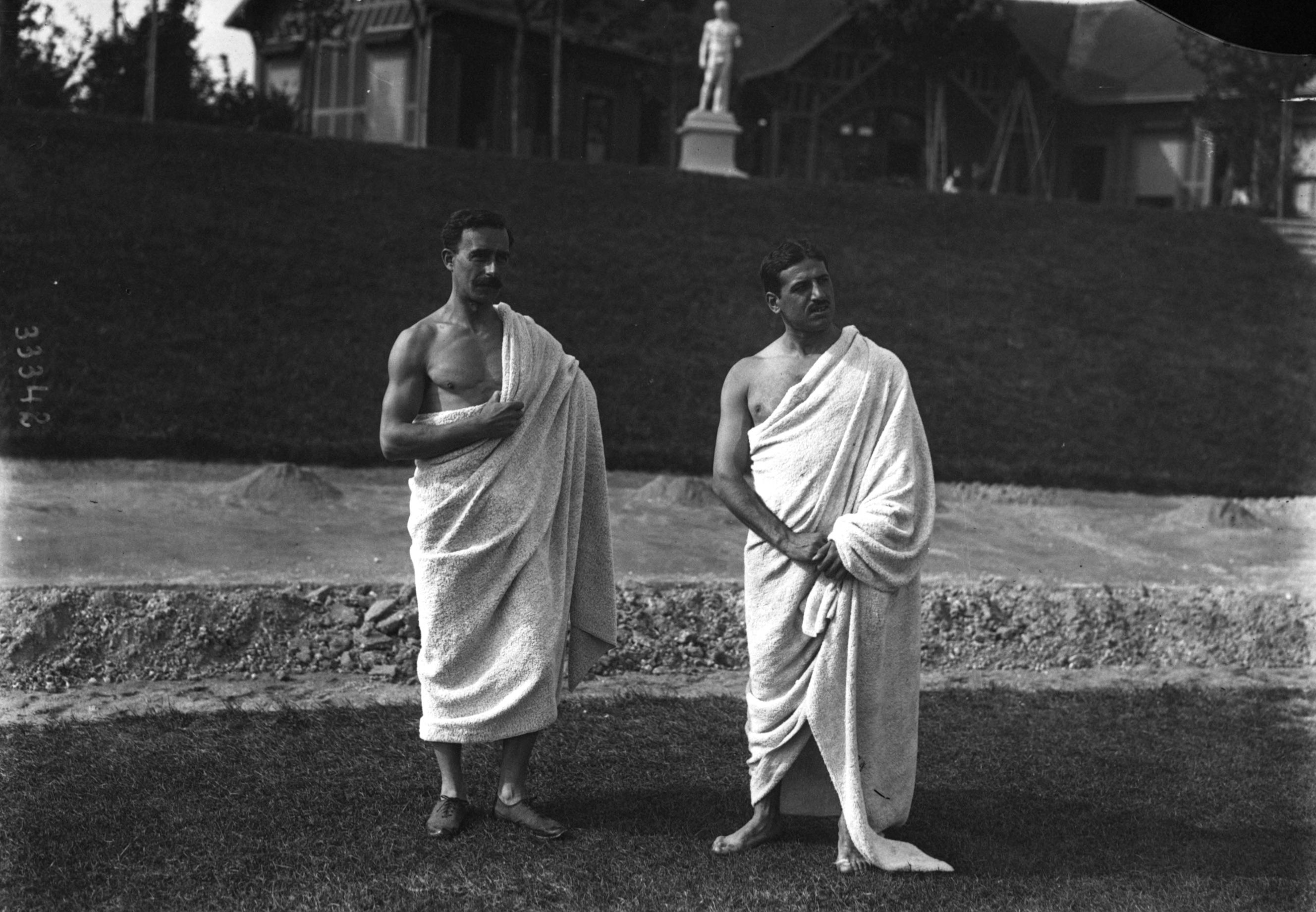